# Vor Einbruch der Nacht
Vor Einbruch der Nacht ist ein Spielfilm des französischen Regisseurs Claude Chabrol aus dem Jahr 1971. Das Drehbuch basiert auf Edward Atiyahs Roman The Thin Line aus dem Jahr 1951. Es stellt einen erfolgreichen Pariser Werbefachmann (gespielt von Michel Bouquet) in den Mittelpunkt, der nach dem unabsichtlich verursachten Tod seiner Geliebten mit Gewissensbissen und dem Wunsch nach Sühne konfrontiert wird. Der Film, der seine Uraufführung am 31. März 1971 in Frankreich feierte, wurde von Cinegai S.p.A. und Les Films de la Boétie produziert.

## Handlung
Der Pariser Werbefachmann Charles Masson hat Erfolg in seinem Beruf. Er führt eine tadellose Ehe mit der eleganten Hélène und hat zwei wohlgeratene Kinder. Die Familie hat ein schwarzes Dienstmädchen bei sich integriert und bewohnt eine moderne Vorortvilla. Heimlich unterhält Charles aber eine Affäre mit der masochistisch veranlagten Laura. Sie ist die Ehefrau des befreundeten Innenarchitekten François Tellier und gleichzeitig Freundin von Hélène. Charles und Laura geben sich leidenschaftlich gern SM-Spielen hin. Bei einem neuerlichen Treffen erdrosselt Charles Laura jedoch während des Liebesakts. Wie betäubt lässt Charles den Leichnam in der extra für die Seitensprünge genutzten Wohnung zurück. Er sucht Trost in einer nahegelegenen Bar, wo er sich betrinkt. Dort trifft er auf François, dem er die Wahrheit verheimlicht.
Die Untersuchungen der Kriminalpolizei laufen ins Leere, und die Massons nehmen am Begräbnis von Laura teil. Die Seitensprünge von Charles sind jedoch nicht unbemerkt geblieben. Eine Freundin Lauras, die den beiden die Wohnung zur Verfügung stellte, hatte Charles zwei Monate zuvor gesehen und auf der Beerdigung wiedererkannt. François wird darüber in Kenntnis gesetzt, bittet jedoch die Bekannte, die Polizei aus dem Spiel zu lassen.
Charles verfällt währenddessen immer mehr in Apathie und erleidet eines Nachts einen Nervenzusammenbruch. Er kommt zu dem Schluss, dass er Laura und die sexuelle Macht, die sie über ihn hatte, gehasst hat und dass er für das Verbrechen bezahlen muss. Von Gewissensbissen und Sühnebedürfnis gepeinigt, berichtet Charles seiner Ehefrau Hélène von der Affäre und einige Tage später im darauffolgenden Erholungsurlaub von der Tötung. Streit und Schuldzuweisungen bleiben jedoch aus. Hélène kann die Beweggründe ihres Ehemanns nachvollziehen und ist ihm trotz allem zugetan. Sie rät ihm, weder die Polizei aufzusuchen noch François etwas zu sagen.
Charles wendet sich daraufhin an François. Aber der Witwer rät seinem alten Freund ebenfalls dazu, die Affäre auf sich beruhen zu lassen. Ein Geständnis bei der Polizei könnte Laura auch nicht zurückbringen, aber Charles und seine Familie zerstören.
Sowohl Hélène als auch François versuchen Charles dazu zu überreden, das Verbrechen zu vergessen und weiterzuleben. Er beginnt aber, mehr und mehr an der selbst auferlegten Schuld zusammenzubrechen. Er plant gegen den Willen seiner Frau, die keinen moralischen Nutzen in diesem Unterfangen sieht, sich am nächsten Tag zu stellen. Als er Hélène um ein Schlafmittel bittet, serviert sie ihm ein Glas Wasser mit einer Überdosis Laudanum. Sein Tod wird als Selbstmord dargestellt.

## Kritiken
„Ein gelegentlich etwas konstruierter, aber mit psychologischer Finesse inszenierter Film, der eindrucksvoll zerstörerische Aspekte einer nur halb vollzogenen Emanzipation von bürgerlich-christlichen Moralvorstellungen behandelt.“

Die Frankfurter Allgemeine Zeitung urteilte, dass Chabrols Filme von außen gesehen, „so glatt, perfekt, funktionstüchtig“ wie jene von Claude Lelouch erscheinen würden. Michel Bouquets und Stéphane Audrans Figuren seien für „Denkende“ kaum genüsslich verzehrbar, sofern man nicht, gemäß dem Paten, „das Morden als unvermeidbare Tätigkeit dem Lebensrhythmus Arrivierter“ einbeziehe. „Der Zynismus wäre dann vollkommen“, so der Rezensent der FAZ.
David Robinson (The Times) zog Vergleiche zu Chabrols Die untreue Frau (1969), in der Thema und Figurenkonstellation ähnlich gelagert seien. Der Mord sei mehr als im vorangegangenen Werk nur ein Zwischenfall, „ein beinahe willkürliches Motiv für das moralische Drama“, das mit kühler Eleganz und Esprit und einer „merkwürdigen unsentimentalen Wärme“ ausgelegt sei, konzentriert und ökonomisch. Chabrol bleibe ein „meisterhafter Geschichtenerzähler [...].“
Der US-amerikanische Kritiker Roger Ebert (Chicago Sun-Times) pries Vor Einbruch der Nacht als einer von Chabrols besten Filmen über sein favorisiertes Thema – die „dunklen Leidenschaften und gut gehüteten Geheimnisse“, die sich „unter der Fassade einer absoluten Seriosität“ der französischen Bourgeoisie verbergen. Der Film sei eine „Meditation über Schuld.“

## Auszeichnungen
Sowohl für den Part der Hélène in Vor Einbruch der Nacht als auch für ihre Rolle in Luis Buñuels Oscar-gekröntem Werk Der diskrete Charme der Bourgeoisie (1972) wurde Stéphane Audran 1974 mit dem Britischen Filmpreis als beste Hauptdarstellerin ausgezeichnet.